# Yukichetunne
Euchre Creek (Yukichetunne), banda Tututni Indijanaca, porodica Athapaskan, koje je obitavalo do rane druge polovicve 19. stoljeća uz rijeku Euchre Creek, odnosno između Frankporta i Nesika Beacha, Oregon. Godine 1856., nakon Rogue River ratova, deportirani su s ostalim plemenima na rezervat Siletz gdje im potomci žive i danas. 
Ime Yukichetunne znači "people at the mouth of the river". Naziv Euchre Creek vjerojatno dolazi po plemenu Eu-Qua-Chees, što je varijanta od Yukiche/tunne/, ili Yukwe'tce (Yu'gwitce), da bi poslije bilo dano i ovom nevelikom vodenom toku. 
Populacija im je 1854. iznosila 24 muškarca, 41 žena, 178 dječaka i 19 djevojčica. Godine 1863 bilo ih je 187 a dvije godine kasnije 150.
Ostali nazivi koji su se koristili za njih su: Euchees, Eucher, Euches, Eu-qua-chee, Eu-quah-chee, Uchres, Uka, Yoqueechae, Yoquichacs, You-quee-chae, Youquache i slično.

## Vanjske poveznice
- History of Oregon and Its Coast Vol. VII  Arhivirana inačica izvorne stranice od 12. kolovoza 2006. (Wayback Machine)